# Ґопляни
Ґопляни — західнослов'янське плем'я, яке потім стало часткою польського народу. Головним містом ґоплян було місто Крушвиця. Вони жили біля озера Гопло. На території ґоплян було розташовано 400 поселень. Ще одне велике поселення племені ґопляни було на місці сучасного польського міста Гнезно. Плем'я ґопляни вказані у Баварського географа.